# Championnat d'Angleterre de foot fauteuil
 (février 2014).
 (février 2014).
Si vous disposez d'ouvrages ou d'articles de référence ou si vous connaissez des sites web de qualité traitant du thème abordé ici, merci de compléter l'article en donnant les références utiles à sa vérifiabilité et en les liant à la section « Notes et références ».
Cette page concerne le championnat d'Angleterre de foot fauteuil.
La première édition de ce championnat a eu lieu pour la saison 2006-2007

## Équipes de Premiership (D1) (saison 2007/2008)
- Aspire Hotspurs PFC 1
- Northern Thunder 1
- Celtic Storm 1
- West Bromwich Albion
- Nottingham PFC 1
- Villa Rockets 1
- South Tyneside Destroyers

### Palmarès du Championnat d'Angleterre de Premiership (D1) depuis 2007
| Saison  | Champion            | Score                    | Finaliste        |
| ------- | ------------------- | ------------------------ | ---------------- |
| 2006-07 | Aspire Hotspurs PFC | 1-0 (après prolongation) | Northern Thunder |
| 2007-08 | Aspire Hotspurs PFC |                          |                  |

## Équipes de Championship (D2) (saison 2007/2008)
- Aspire Hotspurs PFC 2
- Northern Thunder 2
- Valence Vikings
- Celtic Storm 2
- Tottenham Hotspur
- Nottingham PFC 2
- West Bromwich Albion 2
- Villa Rockets 2
- Middlesex
- Norwich City

### Palmarès du Championnat d'Angleterre de Championship (D2) depuis 2007
| Saison  | Champion            |
| ------- | ------------------- |
| 2006-07 |                     |
| 2007-08 | Aspire Hotspurs PFC |